# Der Geschmack von Rost und Knochen
Der Geschmack von Rost und Knochen (Originaltitel: De rouille et d’os) ist ein französisch-belgisches Filmdrama des Regisseurs Jacques Audiard aus dem Jahr 2012 und basiert auf einer Kurzgeschichte aus der Sammlung „Rust and Bone“ des Kanadiers Craig Davidson von 2005.

## Handlung
Ali, Mitte zwanzig, reist mit seinem kleinen Sohn Sam nach Antibes zu seiner Schwester Anna. Obwohl diese als Kassiererin in einem Supermarkt nur wenig Geld verdient, nimmt sie die beiden auf und kümmert sich um Sam. Die Beziehung zwischen Vater und Sohn ist nicht unproblematisch, denn Ali ist manchmal recht grob zu dem Jungen. Wegen seiner Vorliebe für Quickies vergisst er auch hin und wieder, ihn von der Schule abzuholen.
Ali, der verschiedene Kampftechniken beherrscht, bekommt einen Job bei einer Sicherheitsfirma.
Bei seiner Tätigkeit als Wachmann begegnet Ali dem älteren Martial. Dieser installiert in großen Firmen geheime Überwachungskameras. Dass diese nicht zur Überwachung der Kunden, sondern der Mitarbeiter dienen, erfährt Ali erst später. Die beiden freunden sich an, und Ali beginnt für Martial zu arbeiten, da er dabei mehr verdient. Außerdem organisiert Martial illegale Kämpfe und bietet Ali an, bei diesen anzutreten. Ali lässt sich darauf ein.
Eines Nachts, als er als Türsteher in einer Diskothek arbeitet, lernt er Stéphanie kennen, die bei einer Auseinandersetzung verletzt wurde. Er bringt sie nach Hause und erfährt, dass sie als Schwertwal-Trainerin im Marineland in Antibes arbeitet.
Erst Monate später meldet sich Stéphanie wieder bei ihm. Sie hat mittlerweile bei einem Arbeitsunfall mit einem Orca ("Killerwal") beide Unterschenkel verloren. Zwischen dem ungleichen Paar entwickelt sich eine außergewöhnliche Liebesgeschichte, die Stéphanie dabei hilft, den Weg zurück ins Leben zu finden.

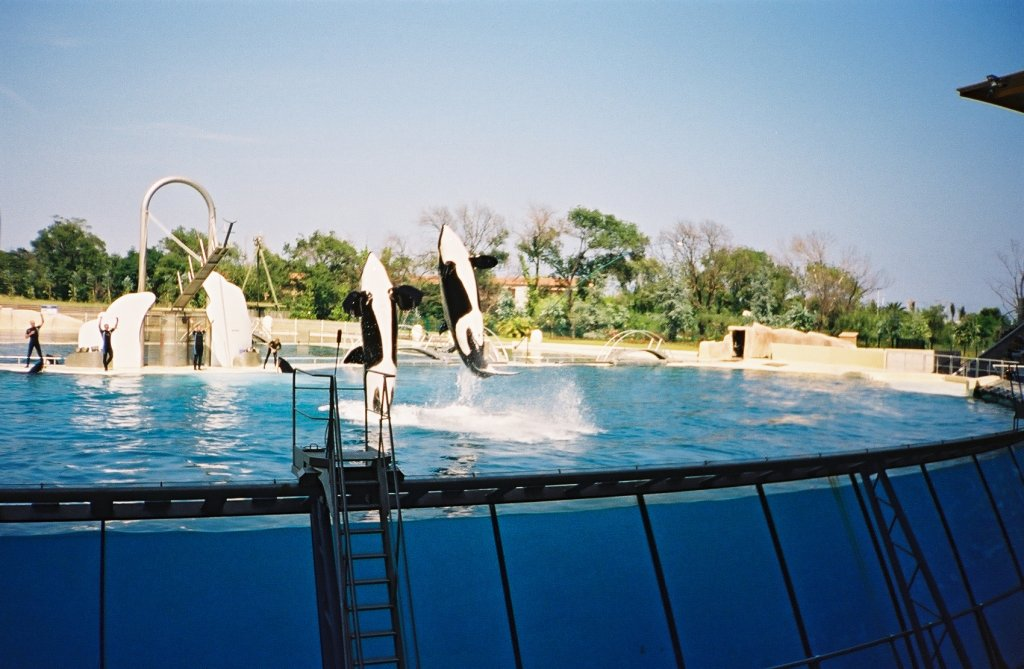
Einer der Drehorte, das Marineland Antibes

## Dreharbeiten
Die Spezialeffekte stammen von der französischen Firma Mikros Image. Eine der wichtigsten Methoden war, Cotillard grüne Kniestrümpfe tragen zu lassen. Die Beine unter ihren Knien wurden dann am Computer gelöscht oder durch das Bild einer Unterschenkelprothese ersetzt. Bei gewissen Einstellungen, etwa im Rollstuhl, wurde ein Rollstuhl mit doppeltem Boden verwendet bzw. für die Szenen auf der Matratze wurde mit einem Hohlraum darin gedreht.

## Kritiken
„Audiard ist kein Message-Filmer, dafür ist er zu raffiniert. Jede Theoretisierung der Themen seines Werks schlägt immer schon auch ein bisschen daneben. Kriminelle Machenschaften von Unternehmenschefs etwa führt er nicht über die Opfer ein und auch nicht über das System, sondern über den abhängigen Mittelsmann. Dieser seitliche Einstieg ermöglicht es ihm, Machtdiskurse zu streifen, noch ehe man sich’s versieht. Er beleuchtet in aller Deutlichkeit gesellschaftliche Felder, führt sie auch ohne Umschweife und falsche Subtilität über seinen Plot und die Dialoge ein. Aber im nächsten Moment ist er immer schon weiter, im Konkreten.“

„Selten wurde im Kino mit so brutaler Schönheit gezeigt, wie zwei Menschen das Lieben lernen.“

„Bei Jacques Audiard, der es dem Publikum in seinen bislang sechs Regiearbeiten immer wieder zugemutet hat, Empathie mit amoralischen Helden zu entwickeln, hat auch die Liebe ein Gewissen. Sein neuer Film handelt von einem umfassenden, mithin auch sozialen Lernprozess. Obwohl das Ambiente stets zu verschwinden droht – selten sah die Côte d’Azur so schmucklos aus –, erzählt Audiard davon, wie es sich heute mit Armut leben lässt.“

„Das kraftvolle, mitunter wuchtig entwickelte (Melo-)Drama führt seine Handlungsstränge zu einem emotional aufwühlenden Ende zusammen und besticht durch außergewöhnliche Schauspielerleistungen in den beiden Hauptrollen.“

## Auszeichnungen
Der Geschmack von Rost und Knochen wurde 2013 für zwei Golden Globes in den Kategorien „Bester fremdsprachiger Film“ und „Beste Hauptdarstellerin – Drama“ nominiert. Im Jahr zuvor hatte er eine Einladung in den Wettbewerb der Filmfestspiele von Cannes erhalten. Ebenfalls 2013 folgte der César für das beste adaptierte Drehbuch, den besten Nachwuchsdarsteller (Matthias Schoenaerts), die beste Filmmusik und den besten Schnitt.